# Lijst van voetbalinterlands Bulgarije - Roemenië (vrouwen)
Deze lijst van voetbalinterlands is een overzicht van alle officiële voetbalinterlands tussen de nationale vrouwenteams van Bulgarije en Roemenië. De landen hebben tot nu toe elf keer tegen elkaar gespeeld.

## Wedstrijden
| №  | Plaats    | Datum            | Competitie            | Wedstrijd            | Uitslag            |
| -- | --------- | ---------------- | --------------------- | -------------------- | ------------------ |
| 1  | Varna     | 17 oktober 1996  | Grand Hotel Varna Cup | Bulgarije − Roemenië | 0 − 5              |
| 2  | Varna     | 20 april 1998    | Albena Cup            | Bulgarije − Roemenië | 1 − 4              |
| 3  | Varna     | 1 april 2000     | Albena Cup            | Bulgarije − Roemenië | 2 − 2              |
| 4  | Varna     | 3 april 2002     | Albena Cup            | Bulgarije − Roemenië | 0 − 0              |
| 5  | Albena    | 4 april 2003     | Albena Cup            | Bulgarije − Roemenië | 0 − 4              |
| 6  | Albena    | 6 april 2004     | Albena Cup            | Bulgarije − Roemenië | 1 − 1 (n.p. 2 - 4) |
| 7  | Albena    | 4 april 2006     | Albena Cup            | Bulgarije − Roemenië | 1 − 0              |
| 8  | Chiajna   | 20 november 2006 | EK 2009 kwalificatie  | Roemenië − Bulgarije | 1 − 0              |
| 9  | Boekarest | 16 juli 2023     | Vriendschappelijk     | Roemenië − Bulgarije | 2 − 0              |
| 10 | Boekarest | 31 mei 2024      | EK 2025 kwalificatie  | Roemenië − Bulgarije | 1 − 0              |
| 11 | Sofia     | 4 juni 2024      | EK 2025 kwalificatie  | Bulgarije − Roemenië | 0 − 3              |

## Samenvatting
| Competitie                         | Totaal gespeeld | Winst Bulgarije | Gelijk | Winst Roemenië | Doelsaldo Bulgarije – Roemenië |
| ---------------------------------- | --------------- | --------------- | ------ | -------------- | ------------------------------ |
| EK-kwalificatie                    | 3               | 0               | 0      | 3              | 0 − 5                          |
| Grand Hotel Varna Cup / Albena Cup | 7               | 1               | 3      | 3              | 5 − 16                         |
| Vriendschappelijk                  | 1               | 0               | 0      | 1              | 0 − 2                          |
| Totaal                             | 11              | 1               | 3      | 7              | 5 − 23                         |